# Maubeuge Centre Cemetery
Le Maubeuge Centre Cemetery » est l'un des deux cimetières militaires  de la Première Guerre mondiale situés sur le territoire de la commune de Maubeuge, Nord. Le second est le Maubeuge (Sous-le-Bois) Cemetery.

## Localisation
Ce cimetière est situé à l'intérieur du cimetière du centre, rue de Tivoli.

## Historique
Avant la déclaration de guerre, Maubeuge possédait un aérodrome militaire français qui est devenu le Q.G. du Royal Flying Corps du 16 au 23 août 1914. Avec l'avancée de l'armée allemande, le Q.G. a été déplacé plus à l'ouest.
La ville de Maubeuge a été capturée par les Allemands le 7 septembre 1914, et est restée entre leurs mains jusqu'au 9 novembre 1918, date à laquelle la ville a été reprise par les troupes britanniques. Au cours de la guerre, le "cimetière communal du centre " a été utilisé par les Allemands ; il contenait à l'Armistice les tombes des soldats allemands et des prisonniers britanniques, français, américains, russes, italiens et roumains. Seules les tombes des soldats du Commonwealth ont été conservées sur ce lieu. Un hôpital ayant été créé dans la ville après l'Armistice, ce cimetière a été utilisé jusqu'en mars 1919 pour inhumer les soldats décédés des suites de leurs blessures .

## Caractéristiques
Le cimetière comporte 244 tombes du Commonwealth de la Première Guerre mondiale.

## Sépultures
| Pays             | Sépultures |
| ---------------- | ---------- |
| Royaume-Uni      | 199        |
| Canada           | 15         |
| Australie        | 24         |
| Nouvelle-Zélande | 6          |
| Total            | 244        |

### Liens Externes
http://www.inmemories.com/Cemeteries/maubeuge.htm